# Parti nationaliste basque
Pour les articles homonymes, voir Parti national et Parti nationaliste basque (France).
 (mars 2015).
Si vous disposez d'ouvrages ou d'articles de référence ou si vous connaissez des sites web de qualité traitant du thème abordé ici, merci de compléter l'article en donnant les références utiles à sa vérifiabilité et en les liant à la section « Notes et références ».
Le Parti nationaliste basque (en espagnol : Partido Nacionalista Vasco, PNV et en basque : Euzko Alderdi Jeltzalea, EAJ) est un parti nationaliste basque démocrate-chrétien.
EAJ-PNV est favorable à la reconnaissance d'une nation basque, dans une Europe fédérale. Issu du catholicisme social et de la démocrate chrétienne, EAJ-PNV est devenu aconfessionnel, lors du congrès de Pampelune, en 1977.

## Histoire

### Fondation et années 1930
EAJ-PNV a été créé en 1895, par Sabino Arana Goiri, à Bilbao, en Biscaye, avec son frère Luis. Les deux frères sont indissociables. Ils créent le drapeau basque (ikurrina), ainsi que l'Eusko Abendaren Ereserkia (Hymne du peuple basque). Le XIXe siècle est marqué par l'éclosion de nations reposant sur la souveraineté des peuples. À la suite de la perte des institutions biscayennes, les fueros et une industrialisation massive qui sapent les fondements de l'identité biscayenne et basque, Sabino Arana Goiri reprend ce nouveau concept de nation, en adoptant les thèses ethnicistes de l'époque et en les adaptant au cas basque : « arraza » ou « la souche familiale ». Il parle d'Euzkadi comme un « ensemble de familles basques » (La Patria, 10 mai 1903). Ce nationalisme défend le renouveau de la société traditionnelle, en se basant sur les valeurs catholiques et celles du peuple basque.
Sabino Arana Goiri a un rapport particulier à l'Espagne, à la fois xénophobe, d'un point de vue national et défenseur des ouvriers espagnols, d'un point de vue catholique. À la fois, anti-espagnol, anti-libéral sur le plan économique et anti-communiste, Sabino Arana Goiri, épaulé par son frère, crée un instrument de « libération nationale et sociale » du peuple basque : EAJ-PNV. Il défend une nation, basée sur les sept territoires historiques du Pays basque : Alava, Basse-Navarre, Biscaye, Guipuscoa, Labourd, Navarre et Soule : « Zazpiak Bat », « les sept en un ». Lui-même est avant tout Biscayen. Son premier livre : Bizkaia por su independencia (pour l'indépendance de la Biscaye) relate une idée maîtresse : la Biscaye a toujours été un territoire libre qui s'est auto-gouverné. Marqué par le nationalisme triomphant de son époque, de type allemand, objectif : « je suis construit basque », lui-même évoluera sur le plan intellectuel, en s'ouvrant au nationalisme de type français, basé sur la subjectivité : « je choisis d'être basque ». Régulièrement emprisonné par l'État espagnol, malgré son activité pacifique, Sabino Arana Goiri contracte une maladie rare et meurt prématurément, en 1903, à l'âge de 38 ans.
À la suite de la perte des dernières colonies espagnoles et au sentiment de décadence de l'empire qui en découle, les milieux économiques de la moyenne bourgeoisie biscayenne et Bilbaina fortement basquistes, se rapprochent d'EAJ-PNV et de Sabino Arana Goiri, à travers la société culturelle « Euskal Herria » dirigée par l'armateur Ramon de la Sota, un des rares grands industriels, à soutenir les thèses d'EAJ-PNV. L'Alderdi (le Parti) se développe alors rapidement, en Biscaye, puis dans les autres territoires du Pays basque sud. À la fin de la dictature de Primo de Rivera, la République espagnole est rétablie en 1931. EAJ-PNV devient le premier parti du Pays basque sud ou espagnol. Il suit les préceptes du catholicisme social, l'aile sociale de l'Église, fondatrice de la démocratie chrétienne.
Après des années de tergiversation, sous la république espagnole, EAJ-PNV arrache finalement un statut d'autonomie, le 06 octobre 1936, en pleine guerre civile espagnole et se battra aux côtés des Républicains. Le gouvernement basque, dirigé par le jeltzale José Antonio Aguirre, parvient à mobiliser 100 000 volontaires, « les gudaris », les combattants basques. Ils se battent contre le franquisme et plus tard le nazisme, avec les résistants français. Le bataillon Gernika contribue à la libération de la Pointe de Grave, en Gironde. L'écrivain François Mauriac, ami du président Aguirre, écrit : « vous avez marqué le tournant de la démocratie-chrétienne en Europe », s'agissant des seuls catholiques de l'État espagnol, ouvertement anti-franquistes.

### Dictature franquiste
EAJ-PNV est interdit durant le franquisme. Le président est condamné à mort et en pleine Seconde Guerre mondiale, et se cache à Berlin, avant de rejoindre le continent américain via les pays scandinaves. Il relate cet épisode rocambolesque de sa vie, dans le livre De Gernika à Nueva York, pasando por Berlin (« De Gernika, à New York, en passant par Berlin »). EAJ-PNV et le gouvernement basque se reconstituent dans la clandestinité et l'exil. Membre de la démocratie chrétienne européenne, EAJ-PNV participe à la construction de l'Union européenne. La CDU allemande adhère à ce mouvement, au siège du gouvernement basque en exil à Paris. Le régime franquiste, en collaboration avec le gouvernement français spolie cet immeuble. Les résistants basques, le gouvernement basque et EAJ-PNV, en général, subissent un revers diplomatique. L'espoir de voir le régime franquiste renversé par les alliés occidentaux disparaît. Durant des années, EAJ-PNV, le gouvernement basque et les services secrets basques (Los Servicios - Zerbitzuakà) avaient coopéré notamment avec la CIA, dans la lutte contre le communisme. Le Lehendakari Agirre avait affirmé que les défaites du moment préparaient les victoires à venir.
Le dictateur Franco meurt en novembre 1975. Au Pays basque sud, le mouvement ETA, créé en 1959 fera l'objet d'opposition de la part du EAJ-PNV, principalement pour ses méthodes.

### Principal parti de la Communauté autonome du Pays basque
Lors des premières élections en 1977 suivant la fin du franquisme, l'EAJ-PNV se place en tête du scrutin au Pays basque. L'année suivante, le parti appelle à abstention lors du référendum constitutionnel espagnol, mais soutient lors du référendum organisé quelques mois plus tard, le Statut d'autonomie du Pays basque. Enfin, lors des premières élections au Parlement basque en 1980, le parti 38 % des suffrages exprimés, s'impose comme le principal parti de la communauté autonome.
À la tête du gouvernement basque à partir de 1980, l'EAJ-PNV entreprend de défendre le Statut d'autonomie, de nouveaux mouvements de décentralisation, la discrétisation de la violence politique et la restructuration de l'industrie manufacturière.
En 1985, des tensions au sein du parti mènent à la création d'un groupe dissident dans la bastion de la province de Guipuscoa, qui devient un parti à part entière en 1987, lorsque ses membres créent Eusko Alkartasuna (« Solidarité basque », EA), dont le président du gouvernement basque, Carlos Garaikoetxea, prend la tête. Cette scission est principalement due à :
- un conflit personnel entre Carlos Garaikoetxea et le leader de l'EAJ-PNV, Xabier Arzalluz.
- l'organisation du Pays basque :
  - un gouvernement central fort et des provinces faibles (EA).
  - des provinces fortes (PNV).

Des dissensions idéologiques entre les deux partis apparaissent également. EA adopte une ligne sociale-democrate, alors que l'EAJ-PNV demeure lié à sa ligne démocrate-chrétienne. La scission est d'autant plus amère pour l'EAJ-PNV, qu'elle est conduite par le chef du gouvernement en personne. Depuis 1991, les deux partis forment une coalition électorale lors de nombreux scrutins afin de maximiser le vote nationaliste.
À la suite des élections au Parlement basque de 2009, l'EAJ-PNV perd la tête du gouvernement basque après 29 ans, du fait d'un accord passé entre le Parti socialiste du Pays basque-Gauche basque et le Parti populaire, qui permet au socialiste, Patxi López, d'ouvrir une parenthèse de trois ans à la gestion de la communauté autonome par l'EAJ-PNV.

## EAJ-PNV, en Pays basque nord ou français
L'influence d'EAJ-PNV est considérable sur la vie culturelle, sociale et économique, du Pays basque nord ou français, en tant que parti promoteur du drapeau basque, l'ikurriña ou d'institutions majeures : Eusko Ikaskuntza (Société d'Études basques), Euskaltzaindia (Académie de la langue basque) ou encore, Euskalzaleen Biltzarra (la réunion des Euskalzale). Les Euskalzale sont attachés à la langue et à la culture basque. EAJ-PNV a également permis le développement des ikastolas (école immersive en langue basque) et des coopératives, repris au nord, avec la génération abertzale et euskalzale, des années 1970. Sabino Arana Goiri avait lui-même noué des contacts avec des personnalités du Pays basque nord, comme Pierre Broussain, maire d'Hasparren (Lapurdi), à l'époque.
Le premier mouvement régionaliste, nommé « Euskalherriste », dans les années 1930 a été influencé par EAJ-PNV, au sud. La génération des dirigeants démocrates chrétiens, des années 1960 et 70, au premier rang desquels Michel Labéguerie, Jean Errecart ou Jean Etcheverry-Aïnchart, a nourri des liens étroits avec EAJ-PNV. Un groupe de sympathisants jeltzale anime la revue « Ager » dans les années 1980. EAJ-PNV se constitue officiellement en Parti politique, en 1990 et entame une activité militante et partisane, à partir de 1996 et jusqu'à nos jours.

## Dans les institutions européennes
Il est membre fondateur du Parti démocrate européen (PDE) avec notamment le MoDem en France ainsi que l'Olivier et la Marguerite de Romano Prodi en Italie. Il compte un député européen en la personne de Izaskun Bilbao, qui siège au groupe ADLE.

### Ailleurs
Le parti a également des bureaux dans les pays où habitent des minorités basques : Venezuela, Argentine, Mexique, Uruguay, Chili et aux États-Unis.

## Idéologie
Dans ses statuts, EAJ-PNV se définit comme un parti « basque, démocratique, aconfessionnel et humaniste, ouvert au progrès et à toutes les avancées de la civilisation au bénéfice de l'humain ». Devenu aconfessionnel, EAJ-PNV est classé au centre de l'échiquier politique. Basé sur les principes traditionnels du nationalisme romantique du XIXe siècle (langue, la religion, l'ethnie...) et de la doctrine sociale de l'Église catholique, EAJ-PNV s'est ouvert au XXe siècle aux principes du Nationalisme civique et à la Démocratie chrétienne.

« En tant que nationalistes basques nous travaillons à l'articulation politique des territoires basques [...]. Dans la culture politique que nous professons, les projets politiques sont légitimés par le consentement explicite de tous les citoyens. Le futur commun des Basques s'articule autour d'un projet libre et démocratiquement partagé. »

— Iñigo Urkullu, Conférence d'avril 2008

## Résultats électoraux

### Élections générales espagnoles
| Année   | Congrès des députés | Congrès des députés | Congrès des députés | Sénat  |
| Année   | %                   | Députés             | Rang                | Sénat  |
| ------- | ------------------- | ------------------- | ------------------- | ------ |
| 1977    | 29,3                | 8 / 21              | 1er                 | 1 / 12 |
| 1979    | 26,7                | 7 / 21              | 1er                 | 8 / 12 |
| 1982    | 31,7                | 8 / 21              | 1er                 | 7 / 12 |
| 1986    | 27,2                | 6 / 21              | 1er                 | 7 / 12 |
| 1989    | 22,8                | 5 / 21              | 1er                 | 4 / 12 |
| 1993    | 24,5                | 7 / 19              | 1er                 | 3 / 12 |
| 1996    | 25,0                | 5 / 19              | 1er                 | 4 / 12 |
| 2000    | 30,4                | 7 / 19              | 1er                 | 6 / 12 |
| 2004    | 33,7                | 7 / 19              | 1er                 | 6 / 12 |
| 2008    | 27,1                | 6 / 18              | 2e                  | 2 / 12 |
| 2011    | 27,4                | 5 / 18              | 1er                 | 4 / 12 |
| 2015    | 24,8                | 6 / 18              | 2e                  | 6 / 12 |
| 2016    | 24,9                | 5 / 18              | 2e                  | 5 / 12 |
| 04/2019 | 31,0                | 6 / 18              | 1er                 | 9 / 12 |
| 11/2019 | 32,0                | 6 / 18              | 1er                 | 9 / 12 |
| 2023    | 24,0                | 5 / 18              | 2e                  | 4 / 12 |

### Élections au Parlement basque
| Année | %    | Tête de liste        | Mandats | Rang | Gouvernement               |
| ----- | ---- | -------------------- | ------- | ---- | -------------------------- |
| 1980  | 38,1 | Carlos Garaikoetxea  | 25 / 60 | 1er  | Garaikoetxea I             |
| 1984  | 42,0 | Carlos Garaikoetxea  | 32 / 75 | 1er  | Garaikoetxea II, Ardanza I |
| 1986  | 23,7 | José Antonio Ardanza | 17 / 75 | 1er  | Ardanza II                 |
| 1990  | 28,5 | José Antonio Ardanza | 22 / 75 | 1er  | Ardanza III                |
| 1994  | 29,8 | José Antonio Ardanza | 22 / 75 | 1er  | Ardanza IV                 |
| 1998  | 28,0 | Juan José Ibarretxe  | 21 / 75 | 1er  | Ibarretxe I                |
| 2001  | 42,7 | Juan José Ibarretxe  | 26 / 75 | 1er  | Ibarretxe II               |
| 2005  | 38,7 | Juan José Ibarretxe  | 22 / 75 | 1er  | Ibarretxe III              |
| 2009  | 38,7 | Juan José Ibarretxe  | 30 / 75 | 1er  | Opposition                 |
| 2012  | 34,6 | Iñigo Urkullu        | 27 / 75 | 1er  | Urkullu I                  |
| 2016  | 37,4 | Iñigo Urkullu        | 28 / 75 | 1er  | Urkullu II                 |
| 2020  | 39,1 | Iñigo Urkullu        | 31 / 75 | 1er  | Urkullu III                |
| 2024  | 34,8 | Imanol Pradales      | 27 / 75 | 1er  | Pradales                   |

### Élections européennes
| Année | Voix    | Voix        | Sièges | Élu                           |
| Année | Espagne | Pays basque | Sièges | Élu                           |
| ----- | ------- | ----------- | ------ | ----------------------------- |
| 1987  | 1,18%   | 19,4%       | 0 / 60 |                               |
| 1989  | 1,91%   | 21,0%       | 1 / 60 | Juan Antonio Gangoiti Llaguno |
| 1994  | 1,91%   | 25,9%       | 1 / 64 | Josu Jon Imaz                 |
| 1999  | 2,90%   | 33,9%       | 1 / 64 | Josu Ortuondo Larrea          |
| 2004  | 5,15%   | 35,3%       | 1 / 54 | Josu Ortuondo Larrea          |
| 2009  | 5,18%   | 28,5%       | 1 / 50 | Izaskun Bilbao                |
| 2014  | 5,44%   | 27,5%       | 1 / 54 | Izaskun Bilbao                |
| 2019  | 2,82%   |             | 1 / 59 | Izaskun Bilbao                |

## Dirigeants

### Présidents d'EAJ/PNB depuis 1895
- 1895-1903 Sabino Arana Goiri[13]
- 1903-1906 Ángel Zabala Ozamiz[13]

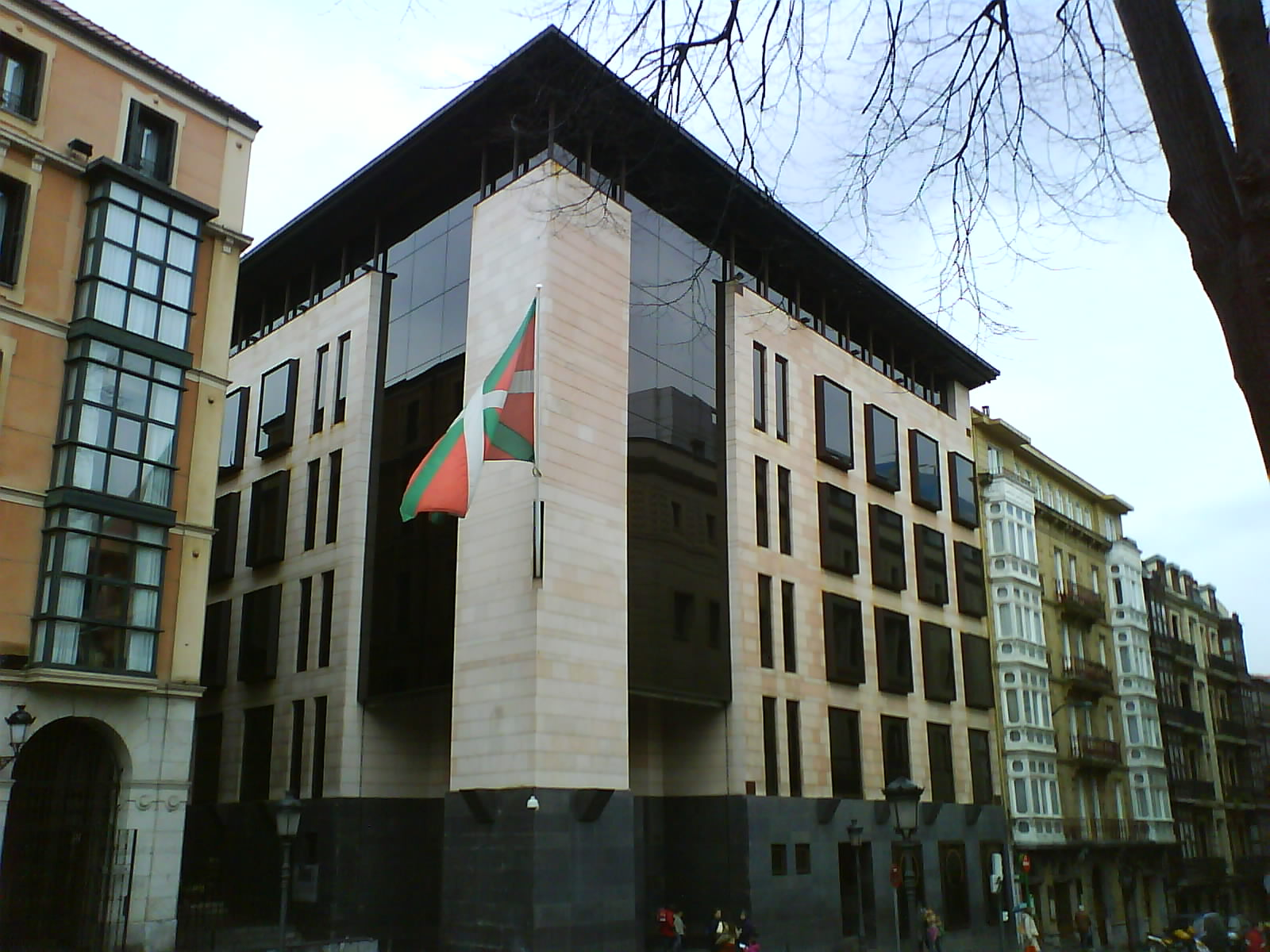
Sabin Etxea, siège du PNV, à Bilbao.

- 1906-1908 Députation formée par Santiago Alda, Alipio Larrauri, Antonio Arroyo, Vicente Larrinaga et Eduardo Arriaga.
- 1911?-1916 Luis de Arana y Goiri
- 1916-1920 Ramón Bikuña
- 1920-1930 Ignacio Rotaeche (Comunión Nacionalista Vasca)
- 1922-1930 Luis de Arana y Goiri (Aberri)
- 1930 Ceferino de Jemein (Aberri)
- 1931-1932 Ramón Bikuña
- 1932-1933 Luis de Arana y Goiri
- 1933-1934 Jesús Doxandabaratz
- 1934-1935 Isaac López Mendizábal
- 1935-1951 Doroteo Ciáurriz
- 1951-1953 Juan Ajuriaguerra
- 1957-1962 Jose Agerre
- 1975-1977 Ignacio Unceta
- 1977-1980 Carlos Garaikoetxea
- 1980-1984 Xabier Arzalluz
- 1984-1985 Román Sudupe
- 1985-1986 Jesús Insausti
- 1986-2004 Xabier Arzalluz
- 2004-2008 Josu Jon Imaz
- 2008-2012 Iñigo Urkullu
- 2013-2025 Andoni Ortuzar
- depuis 2025 Aitor Esteban